# 등의
등의(鄧義, ? ~ ?)는 전한 말기의 관료로, 자는 자화(子華)이며 하내군 사람이다.

## 생애
홍가 원년(기원전 20년), 태원태수에서 경조윤으로 승진하였으나 이듬해에 거록태수로 좌천되었다.

## 출전
- 반고, 《한서》 권19하 백관공경표 下

| 전임 왕준 | 전한의 경조윤 기원전 20년 ~ 기원전 19년 | 후임 유위 |